# 沼田藩
沼田藩（ぬまたはん）は、上野利根郡の沼田城（現・群馬県沼田市西倉内町）を居城とした藩。

## 藩史
小田原征伐後、沼田領2万7000石は真田昌幸に返還されるが、昌幸は信濃上田城を居城として、地理的に離れた沼田領は嫡男の真田信之に任せる。この時期の信之は真田家当主（昌幸）の後継者であり、公的には沼田領も昌幸領の一部でしかなかったが、実質的には半独立的な体制を築いており、これが後の沼田藩の基となる。
信之は領内の検地を早くから実施して領内の支配体制を固める。慶長5年（1600年）の関ヶ原の戦いで、信之は徳川家康の養女（本多忠勝の娘）を妻にしていたことから東軍に与して徳川秀忠の指揮下に入る。上田城の昌幸と次男信繁（幸村）は西軍に与して、信之が属する徳川軍相手に上田城にて善戦したが、関ヶ原本戦で西軍が敗れたため、戦後は紀州九度山に蟄居となった。代わって信之に、沼田領を含む昌幸の旧領に加え3万石が加増され、9万5000石を領する大名となった（上田藩の成立）。
元和2年（1616年）、信之は上田に移り、沼田領は信之の長男真田信吉に継がれることとなった（この時点でも正式な立藩ではない）。信之は元和8年（1622年）に信濃松代藩10万石に移された。このとき沼田領は分地されるが、まだ幕府に公認された藩とはなっていない。
信吉は寛永11年（1634年）11月28日、父に先立って死去した。跡を信吉の子の熊之助が継いだが、これも寛永15年（1638年）11月6日、7歳で夭折した。翌年7月25日、沼田領の大半を信之の次男で信吉の弟の信政が継ぎ、信吉の次男の信利に5000石が分知された。信政は領内の検地などを実施して基盤を固めようとしたが、明暦2年（1656年）に信之が隠居したため、松代の真田宗家の家督を継ぐこととなり、代わって沼田領の全てを信利が継ぐこととなった。
明暦4年（1658年）2月に本家を継いだ信政が死去すると、信直（信利）と信政の六男で2歳の信房（後の幸道）のどちらを立てるかで後継者争いが勃発する。結局、信房が真田宗家の家督を継ぐことになったが、この騒動により沼田領（沼田藩）は正式に松代藩から独立することになった。
ところが信直は、寛文2年（1662年）に沼田領の検地を実施し、実高3万石（一説によると6万石）の所領を14万4000石と幕府に過大申告した。このため領民は増税に苦しめられることになる。この暴挙ともいえる所業に関しては、真田宗家の家督を継げなかったことが影響していると言われている。延宝8年（1680年）、信直は幕命により江戸両国橋の架け直しのために用材を沼田藩から差し出すことを請け負ったが、すでに疲弊しきっていた領民の協力が得られず、翌年11月、信直は用材の納期に間に合わなかった責任を問われて改易となった。
沼田は廃藩・幕府領となったが、元禄16年（1703年）1月11日、下総舟戸藩から2万石で本多正永が入り、再び沼田藩が立藩する。正永はさらに2万石を加増されて4万石の大名となる。その後、第3代藩主本多正矩の代の享保15年（1730年）、駿河田中藩へ移封される。享保17年（1732年）3月1日、常陸下館藩から黒田直邦が3万石で入る。しかし第2代藩主黒田直純の代の寛保2年（1742年）7月28日、上総久留里藩へ移封となった。代わって老中であった土岐頼稔が駿河田中藩から3万5000石で入部する。第3代藩主土岐定経の代の天明元年（1781年）12月、年貢増徴に反対した領民によって見取騒動が発生し、定経は領民の要求を受け入れることで解決した。
第11代藩主となった土岐頼之は、寛政の改革で有名な松平定信の孫であったが、幕府とはあまり関係を持たず、慶応3年（1867年）4月16日に家督を土岐頼知に譲って隠居し、翌年の戊辰戦争では桑名藩や会津藩と姻戚関係にありながら、新政府軍の沼田進駐を許して新政府に恭順し、三国峠の戦いで会津軍と戦った。明治2年（1869年）6月20日、頼知は版籍奉還して藩知事となり、明治4年（1871年）7月の廃藩置県で沼田藩は廃藩となり、沼田県、次いで群馬県となった。そして、土岐氏は明治17年（1884年）の華族令により、子爵に列せられた。

## 歴代藩主

### 真田家
3万石 外様
1. 信之（のぶゆき） 従五位下 伊豆守 - 公式には上田藩および松代藩の初代藩主
2. 信吉（のぶよし） 従五位下 河内守
3. 熊之助（くまのすけ） なし
4. 信政（のぶまさ） 従五位下 内記 - 公式には松代藩の第2代藩主
5. 信利（のぶとし） 従五位下 伊賀守 - 公式には初代藩主

### 本多家
2万石→4万石 譜代
1. 正永（まさなが） 従四位下 伯耆守、侍従
2. 正武（まさたけ） 従五位下 遠江守
3. 正矩（まさのり） 従五位下 豊前守

### 黒田家
3万石 譜代
1. 直邦（なおくに） 従四位下 豊前守、侍従
2. 直純（なおずみ） 従五位下 大和守

### 土岐家
3万5000石 譜代
1. 頼稔（よりとし） 従四位下 丹後守、侍従
2. 頼煕（よりおき） 従五位下 伊予守
3. 定経（さだつね） 従四位下 美濃守
4. 頼寛（よりひろ） 従五位下 伊予守
5. 定吉（さだよし） 従五位下 美濃守
6. 定富（さだとみ） なし
7. 頼布（よりのぶ） 従五位下 山城守
8. 頼潤（よりみつ） 従五位下 山城守
9. 頼功（よりかつ） 従五位下 山城守
10. 頼寧（よりやす） 従五位下 伊予守
11. 頼之（よりゆき） 従五位下 山城守
12. 頼知（よりおき） 従五位下 隼人正

## 幕末の領地
- 上野国
  - 群馬郡のうち - 5村
  - 利根郡のうち - 50村
- 河内国
  - 若江郡のうち - 5村（うち2村は堺県に編入）
  - 志紀郡のうち - 5村
- 美作国
  - 勝北郡のうち - 6村
  - 英田郡のうち - 51村
  - 勝南郡のうち - 3村